# Platysepalum chrysophyllum
Platysepalum chrysophyllum är en ärtväxtart som beskrevs av Lucien Leon Hauman. Platysepalum chrysophyllum ingår i släktet Platysepalum och familjen ärtväxter. Inga underarter finns listade i Catalogue of Life.